# An Absent-Minded Cupid (film 1914)
An Absent-Minded Cupid è un cortometraggio muto del 1914 scritto e diretto da Ashley Miller.
Nel 1909, la Edison aveva prodotto un altro film dallo stesso titolo.

## Produzione
Il film fu prodotto dalla Edison Company.

## Distribuzione
Distribuito dalla General Film Company, il film - un cortometraggio in una bobina - uscì nelle sale cinematografiche degli Stati Uniti il 5 settembre 1914.